# Nefalias
En la mitología griega, las Nefalias o Nefelias eran fiestas que celebraban los antiguos atenienses. Durante ellas, se hacían ofrendas y ceremonias religiosas dedicadas a Helios, a Selene, a Eos, a Afrodita, a ninfas, a las Euménides, a Urania, a Mnemósine y alguna vez a Dioniso, ofreciéndoles aguamiel, leche, con exclusión del vino, y quemando en los altares maderas de todas las especies menos cepa e higuera.